# Magnisphaera spartinae
Magnisphaera spartinae är en svampart som först beskrevs av E.B.G. Jones, och fick sitt nu gällande namn av J. Campb., J.L. Anderson & Shearer 2003. Magnisphaera spartinae ingår i släktet Magnisphaera och familjen Halosphaeriaceae.   Inga underarter finns listade i Catalogue of Life.